# Bertram (Iowa)
Bertram is een plaats (city) in de Amerikaanse staat Iowa, en valt bestuurlijk gezien onder Linn County.

## Demografie
Bij de volkstelling in 2000 werd het aantal inwoners vastgesteld op 681. In 2006 is het aantal inwoners door het United States Census Bureau geschat op 267, een daling van 414 (-60,8%).

## Geografie
Volgens het United States Census Bureau beslaat de plaats een oppervlakte van 3,3 km², geheel bestaande uit land. Bertram ligt op ongeveer 232 m boven zeeniveau.

## Plaatsen in de nabije omgeving
De onderstaande figuur toont nabijgelegen plaatsen in een straal van 16 km rond Bertram.